# Itay Shechter
Etey Menachem Shechter (איתי מנחם שכטר, Ramat Yishai, Israel, 22 de febrero de 1987), más conocido como Itay Shechter, es un exfutbolista israelí que jugaba de delantero.

## Selección nacional
Fue internacional con la selección de fútbol de Israel en 27 ocasiones en las que anotó 5 goles.

## Clubes
| Club                           | País     | Año       |
| ------------------------------ | -------- | --------- |
| Hapoel Nazareth Illit          | Israel   | 2005-2006 |
| Maccabi Netanya F. C.          | Israel   | 2006-2009 |
| Hapoel Tel Aviv F. C.          | Israel   | 2009-2011 |
| 1. F. C. Kaiserslautern        | Alemania | 2011-2013 |
| Swansea City A. F. C. (cedido) | Gales    | 2012-2013 |
| Hapoel Tel Aviv F. C.          | Israel   | 2013-2014 |
| F. C. Nantes (cedido)          | Francia  | 2014      |
| F. C. Nantes                   | Francia  | 2014-2015 |
| Maccabi Haifa F. C.            | Israel   | 2015-2016 |
| Beitar Jerusalén               | Israel   | 2016-2018 |
| Maccabi Tel Aviv F. C.         | Israel   | 2018-2021 |
| Hapoel Be'er Sheva             | Israel   | 2021-2023 |
| Hapoel Petah-Tikvah            | Israel   | 2023-2024 |

## Palmarés

### Títulos nacionales
| Título                        | Club                   | País       | Año  |
| ----------------------------- | ---------------------- | ---------- | ---- |
| Liga Premier de Israel        | Hapoel Tel Aviv F. C.  | Israel     | 2010 |
| Copa de Israel                | Hapoel Tel Aviv F. C.  | Israel     | 2010 |
| Copa de Israel                | Hapoel Tel Aviv F. C.  | Israel     | 2011 |
| Copa de la Liga de Inglaterra | Swansea City A. F. C.  | Inglaterra | 2013 |
| Copa Toto Al                  | Maccabi Tel Aviv F. C. | Israel     | 2019 |
| Liga Premier de Israel        | Maccabi Tel Aviv F. C. | Israel     | 2019 |
| Supercopa de Israel           | Maccabi Tel Aviv F. C. | Israel     | 2019 |
| Liga Premier de Israel        | Maccabi Tel Aviv F. C. | Israel     | 2020 |
| Supercopa de Israel           | Maccabi Tel Aviv F. C. | Israel     | 2020 |
| Copa Toto Al                  | Maccabi Tel Aviv F. C. | Israel     | 2021 |
| Copa de Israel                | Maccabi Tel Aviv F. C. | Israel     | 2021 |
| Copa de Israel                | Hapoel Be'er Sheva     | Israel     | 2022 |
| Supercopa de Israel           | Hapoel Be'er Sheva     | Israel     | 2022 |